# Проєкт «Сила»
«Проєкт “Сила”» (англ. Project Power) — американський супергеройський фільм 2020 року режисерів Генрі Джуста і Еріель Шульман. Вихід фільму відбувся 14 серпня 2020 року на Netflix.

## Сюжет
Події картини розгортаються в Нью-Орлеані, що ще не відновився після урагану Катріна. У місцевих наркодилерів з'являються нові капсули «Сила». Побічний ефект полягає в тому, що той хто прийняв капсулу на 5 хвилин набуває надздібності. Які саме — це людина дізнається, тільки прийнявши «Силу» вперше. На деякий час на вулицях міста запановує хаос. Офіцер поліції Френк намагається кинути виклик розгулу злочинності. Йому допомагає дівчина Робін, вулична співачка і інформатор поліції. Для того щоб протистояти невразливим бандитам, Френку самому доводиться вживати «Силу». Його шлях перетинається з загадковим Артом, який шукає в місті зниклу дівчинку і намагається розібратися, звідки в суспільство проник небезпечний наркотик. З'ясовується, що за «Силою» стоїть тіньова проурядова структура. Таким чином система вирішила провести випробування засобу для майбутніх надлюдей на представниках нижчих верств міста.

## У ролях
- Джеймі Фокс — Арт
- Джозеф Гордон-Левітт — Френк
- Домінік Фішбек — Робін
- Machine Gun Kelly — Ньют
- Родріго Санторо — Біггі
- Кьянна Симона Сімпсон
- Андрен Ворд-Хаммонд
- Кортні Бі Венс — Крейн
- Кейсі Найстет
- Джим Жмут
- Люк Хокс
- Джанет Нгуєн
- Емі Ландекер
- Аллен Мальдонадо

## Виробництво
У жовтні 2017 року було анонсовано, що Netflix придбала права на сценарій Маттсона Томлін, при цьому режисерами майбутнього фільму стануть Генрі Джуст і Еріель Шульман.
Зйомки фільму почалися 8 жовтня і закінчилися 22 грудня 2018 року.

## Критика
На сайті Rotten Tomatoes фільм має рейтинг 71 % на основі 59 рецензій критиків із середньою оцінкою 5,9 з 10. На сайті Metacritic фільм отримав оцінку 52 з 100 на основі 24 рецензій, що відповідає статусу «змішані або середні відгуки».